# 35 Leukothea
35 Leukothea este un asteroid din centura de asteroizi. A fost descoperit de R. Luther la 19 aprilie 1855. Este numit după Leucothea, o zeiță a mării din mitologia greacă.